# PZL (航空機メーカー)
PZL（ポーランド語:Państwowe Zakłady Lotnicze：国立航空機製作所、等と訳される）は、戦間期におけるポーランドの主要航空機メーカーである。ワルシャワに拠点を置き、1928年から1939年まで活動した。
その後、1950年代後半になって、このPZLという略称は、同社の伝統を受け継ぐ、ポーランド国営のいくつかの航空機メーカーによるブランド名、および航空機名称の一部として使用されるようになった。それら航空機メーカーは、PZL航空機およびエンジン工業連合（Zjednoczenie Przemysłu Lotniczego i Silnikowego PZL）としてまとまっていた。
1989年に共産政権が崩壊した後、これらメーカーは独立したが、PZLの名称は引き続きそれぞれのメーカーで使われた。うち、たとえばPZLミェレッツ（en）では、PZLは「ポーランド航空機製作所」（Polskie Zakłady Lotnicze）の略であるとしている。

## PZL（1928年-1939年）
PZL（Państwowe Zakłady Lotnicze）は、それ以前にあったCWL（Centralne Warsztaty Lotnicze：中央航空機研究所）を基に、1928年、国営企業としてワルシャワに設立された。
当初、同社ではフランスの戦闘機、ウィボー70（en:Wibault 7）のライセンス生産が行われたが、その後は自社設計の機体を専門に生産した。
1930年代に入ると、ズィグムント・プワフスキの設計による、高翼・全金属製の近代的な一連の戦闘機シリーズが生み出された。PZL P.1、P.6、P.7、P.11である。特に最後の2機種は、1933年以降、ポーランド空軍の主力戦闘機として使用された。
シリーズ最後の機体であるPZL P.24はプワフスキの航空機事故による死去の後に開発されたもので、4カ国に輸出された。
また、PZLは軽爆撃機PZL.23カラシュ（Karaś）、近代的な中型爆撃機PZL.37ウォシュ（Łoś）の量産をおこなったほか、いくつかのスポーツ機（PZL.5、PZL.19、PZL.26）、連絡機（PZL Ł.2）なども若干生産。旅客機の開発・試作も行った。
1930年代後半、PZLは、戦闘機PZL.50ヤスチョンプ（Jastrząb）、軽爆撃機PZL.46スム（Sum）、旅客機PZL.44ヴィヘル（Wicher）など、それまでよりもさらに近代的な戦闘機、爆撃機、旅客機の開発・試作を行った。しかし第二次世界大戦の勃発により、これらの機体は生産されることなく終わった。
PZLは、戦前のポーランドにおいて、最大の航空機メーカーだった。1934年時点で、主工場はワルシャワのオケンチェ地区にあるPZL WP-1（Wytwórnia Płatowców 1：第一機体工場）だった。さらにPZL WP-2（機体第二工場）が1938年から1939年にかけ、ポーランド南東部のミェレッツに建設されたが、第二次世界大戦が始まった時、この工場では生産が始められたばかりという状態だった。
エンジン生産部門は、PZL WS-1（Wytwórnia Silników 1：第一エンジン工場）がやはりワルシャワのオケンチェ地区にあり、主にイギリスからのライセンス品であるブリストル社製エンジン、ブリストル ペガサスやブリストル マーキュリーなどを生産した。この第一エンジン工場は、旧称を「ポーランド・スコダ製作所（Polskie Zakłady Skody）」といい、チェコのシュコダ社の現地法人だったが、1936年に国営化され改称されたものだった。
1937年から1939年、PZL WS-2（エンジン第二工場）がジェシュフに建設された。

## 戦後の状況
第二次世界大戦中に、ポーランドの航空産業は完全に破壊され、PZL各工場も生産停止などに陥った。
戦後、共産党政府の元に再建された航空機産業は、新たにWSK (Wytwórnia Sprzętu Komunikacyjnego：交通機器工場）と命名され、PZLの名は一時消滅した。さらにソビエト連邦の影響下での中央計画経済により、およそ10年にわたって自国設計の機体が生産されることはなかった。
しかし、1950年代後半、スターリン時代の終焉とほぼ時を同じくして、PZLの名は復活することになる。1956年、複数の国営工場により、ZPLiS PZL（ Zjednoczenie Przemysłu Lotniczego i Silnikowego PZL：PZL航空機およびエンジン工業連合）が結成され、新規開発の機体にPZLのブランド名を使用し始めたのである。1973年からは、若干の経済的自由も手に入れた。ただし、長く独自開発を禁じられていたこともあって、開発力はグライダーや小型の農業機を除けば、戦前ほどには戻らなかった。
この連合、ZPLiS PZLは、19の工場と1つの研究所、およびペゼテル貿易センター（CHZ Pezetel、ポーランド航空産業の貿易業務を一手に引き受ける機関で、『ペゼテル』はPZLの音を表したもの）によって形成されていた。1970年代には、いくつかのWSKの工場も、その名前にPZLの略称を冠するようになった。
1989年、共産党政権が倒れた後、すべての工場は独立した企業となったが、それぞれがなおもPZLの名を使い続けることとなった。
現在、戦前までPZLの中心であったかつての第一工場はPZLヴァルシャヴァ＝オケンチェ（PZL Warszawa-Okęcie、ヴァルシャヴァはワルシャワの現地語表記）となった。また、旧第二工場はPZLミェレッツとして存在するが、2007年に買収されてからはシコルスキー・エアクラフトの傘下となっている。SZDからPZL＝ビエルスコ（PZL-Bielsko）と名前を変えたグライダー部門は、グライダー専門メーカーのアルスターPZLグライダー（Allstar PZL Glider）として事業を継続しており、多くの国で利用されている。

## 略歴
- 1928年 - ポーランド政府によって、航空機の設計と制作を行う国立航空機製作所（Państwowe Zakłady Lotnicze、PZLと略される）がワルシャワ市のオケンチェ地区（Okęciu）に創設される。
- 1934年 - 各所に存在した工場をオケンチェに集約する。オケンチェ工場は機体製造工場（Wytwórnia Płatowców、WP）と呼ばれるようになる。
- 1936年 - ポーランド政府が、オケンチェにあるシュコダ社の子会社であったポーランド・シュコダ製作所（Polskie Zakłady Skody）を買収し国立航空機製作所に併合。エンジン製造工場（Wytwórnia Silników、WS）の名称にする。
- 1937年
  - 春 - ポトカルパチェ県ジェシュフ市において第2エンジン製造工場（Wytwórnia Silników nr 2、WS-2）の建設工事が開始される。エンジン製造工場はWS-1となる。
  - 7月 - WS-2の主な建物が完成する。
  - 9月1日 - ポトカルパチェ県ミェレッツ市（Mielec）に第2機体製造工場（Wytwórnia Płatowców nr 2、WP-2）の建設が開始される。機体製造工場はWP-1となる。
- 1938年 - WS-2に附属する寮が完成する。
- 1939年
  - 3月 - WP-2が生産を開始する。
  - 9月13日 - WP-2がドイツ軍の手に落ちる。He 111の尾翼製造やJu 52の修理の役目が与えられる。
- 第二次世界大戦中 - ドイツ軍の侵略に伴い、全工場が航空機エンジン製造工場（Flugmotorenwerke）へと改称する。WP-1はブランデンブルク工場ワルシャワ＝パルク分工場（Brandenburgische Werke- Warszawa-Paluch）となる。ドイツ空軍のもとで航空機やエンジンの改修を行う。
- 1944年
  - 7月 - WP-2からドイツ軍が機械や設備を持って退却する。
  - 8月6日 - WP-2がソビエト軍の影響下に入る。
- 1945年7月22日 - WP-2がポーランド政府の支配下に戻る。
- 1945年〜 - ドイツ軍の撤退に伴い工場が破壊されるも、工場の技術者らによりルブリンで実験航空機構（Lotnicze Warsztaty Doświadczalne、LWD）が設立される。LWDは数カ月してウッチに移る。旧WP-1は中央航空機研究所（Centralne Studium Samolotów、CSS）、旧WP-2は国立航空機製作所第1工場（Państwowe Zakłady Lotnicze (PZL) - Zakład nr 1）となる。
- 1946年 - CSSが航空産業連合に加入。
- 1949年 - CSSが第4交通機器工場（Wytwórnia Sprzętu Komunikacyjnego – zakład nr 4、通称WSK-4オケンチェ）に、国立航空機製作所第1工場が第1交通機器工場（Wytwórnia Sprzętu Komunikacyjnego – zakład nr 1、通称WSK-1ミェレッツ）に改称される。
- 1956年 - WSK-4オケンチェがオケンチェ交通機器工場（WSK-Okęcie）、WSK-1ミェレッツがミェレッツ交通機器工場（WSK-Mielec）と呼ばれるようになる。ブランド名はPZLが復活する。
- 1970年 - ミェレッツ交通機器工場がデルタ＝ミェレッツ交通機器工場（WSK Delta-Mielec）に改称される。
- 1975年 - デルタ＝ミェレッツ交通機器工場がPZLミェレッツ交通機器工場（Wytwórnia Sprzętu Komunikacyjnego "PZL-Mielec"、WSK "PZL-Mielec"）に改称される。
- 1989年 - オケンチェ交通機器工場がPZLヴァルシャヴァ＝オケンチェ（PZL "Warszawa-Okęcie"）に改称される。
- 1995年 - PZLヴァルシャヴァ＝オケンチェが民営化され、PZLヴァルシャヴァ＝オケンチェ合資会社（PZL "Warszawa-Okęcie" Spółka Akcyjna）に改称される。
- 1998年10月19日 - PZLミェレッツ交通機器工場がミェレッツ・ポーランド航空機製作所（Polskie Zakłady Lotnicze Mielec Sp. z o.o.、PZLミェレッツ）に改称される。
- 2001年10月16日 - PZLヴァルシャヴァ＝オケンチェ合資会社がEADS CASA社に買収され、子会社となる[2]。
- 2002年春 - PZLヴァルシャヴァ＝オケンチェ合資会社が、EADS・PZLヴァルシャヴァ＝オケンチェ合資会社（EADS PZL "Warszawa-Okęcie" Spółka Akcyjna）となる。
- 2007年3月16日 - PZLミェレッツがシコースキー・エアクラフトの買収を受け民営化され、子会社となる[2]。
- 2011年 - EADS・PZLヴァルシャヴァ＝オケンチェ合資会社が社名をPZLヴァルシャヴァ＝オケンチェに戻す。

## 参考資料
1. 1 2 3  A. Glass (op.cit.), p. 26-31
2. 1 2 3 4 5 6 7 8 9 10 11  徳永克彦「徳永克彦の空撮主義 第4回 ポーランド曳航の「若鷹」オリク」『JWINGS』第157巻、イカロス出版、2011年9月、68-71頁。
3. 1 2  Babiejczuk, J. and Grzegorzewski, J. (op.cit.), p. 11, 16

- （ポーランド語） Glass, Andrzej. Polskie konstrukcje lotnicze 1893-1939 ("Polish aviation designs 1893-1939"). Warsaw: WKiŁ, 1977 (no ISBN).
- （ポーランド語） Babiejczuk, Janusz and Grzegorzewski, Jerzy. Polski Przemysł Lotniczy 1945-1973 (Polish aviation industry 1945-197). Warsaw: Wydawnictwo MON, 1974. No ISBN.